# Chew Magna
Chew Magna es una parroquia civil situada en la autoridad unitaria de Bath and North East Somerset, en el condado ceremonial de Somerset, Inglaterra (Reino Unido). Según el censo de 2021, tiene una población de 1200 habitantes.
Está ubicada al noreste del condado, a poca distancia al sur de la ciudad de Bristol y del canal de Bristol.